# Reginald Revans
Reginald William Revans (* 14. Mai 1907 in Wem; † 8. Januar 2003 in Shropshire) war ein britischer Leichtathlet und Physiker, der auf pädagogischem Gebiet bekannt ist. Er entwickelte das Action Learning, eine Methode des Erfahrungslernens (erfahrungsbasiertes Lernen) in Gruppen. Zudem war er bei den Olympischen Sommerspielen 1928 in Amsterdam Mitglied der britischen Mannschaft.

## Leben
Zunächst studierte Revans Kernphysik an der Universität Cambridge.
In dieser Zeit nahm er regelmäßig an Seminaren teil, in denen verschiedene Forscher zusammentrafen, um über ihre Arbeit und die dabei auftretenden Probleme zu sprechen. Die Probleme gingen dabei meist weit über Lehrbücher hinaus; meist gab es keine Experten, die vorgefertigte Antworten zu bieten hatten. Die Forscher teilten also praktisch ihr Unwissen und kamen so oft auf Lösungen ihrer Probleme. Diese Erfahrung spielte bei der Entwicklung des Action Learning eine große Rolle.
Als Leichtathlet ging er für die Universitätsmannschaft Cambridge als Weitspringer an den Start. 1928 wurde er Vierter der Amateur Athletic Association of England (AAA), wurde jedoch als bester Brite für die Olympischen Spiele in Amsterdam nominiert. Im dortigen Weitsprungwettkampf erreichte er jedoch nur 6,58 m und schied in der Qualifikation aus. Erfolgreich war er bei den British Empire Games, dem Vorläufer der heutigen Commonwealth Games. Bei den British Empire Games 1930 wurde Revans jeweils Zweiter im Weitsprung und Dreisprung. Auch im Hochsprung ging er an den Start, konnte sich dort jedoch nicht platzieren.
Nach seiner Zeit in Cambridge wurde er stellvertretender Amtsleiter für Bildung für den Grafschaftsrat von Essex (1935–1945). Anschließend wurde er Bildungsbeauftragter in der kurz zuvor verstaatlichten Kohle-Industrie (1945–1950). Dort sollte er nach Möglichkeiten suchen, die Produktion zu steigern. Dazu bediente sich Revans der Methode, die sich bereits in Cambridge als effektiv erwiesen hatte. Er ermutigte die Zechenvorsteher, sich in kleinen Gruppen zu treffen, um ihre Erfahrungen zu teilen und ein Handbuch zu schreiben, wie man eine Kohlemine führt. Die Produktivität stieg daraufhin um über 30 Prozent.
Nach diesem Erfolg wurde er erster Professor für Industrieverwaltung an der Universität Manchester (1955–1965). In dieser Zeit arbeitete er eng mit dem staatlichen Gesundheitsdienst zusammen. Anschließend ging er nach Belgien, wo er in Zusammenarbeit mit fünf Universitäten den Rang Belgiens innerhalb der Europäischen Liga für wirtschaftliche Zusammenarbeit verbessern sollte. Wiederum wandte er die von ihm entwickelte Methode der Zusammenarbeit an. Belgiens industrielle Produktivitätsrate stieg daraufhin über die der USA, Deutschland und Japan. Dafür wurde er vom belgischen König mit der höchsten Auszeichnung des Landes belohnt.
Seit den 1980er Jahren arbeitete Revans mit Organisationen aus dem privaten und öffentlichen Bereich in Großbritannien und auf der ganzen Welt zusammen und versuchte, mit seiner Methode das mit- und voneinander Lernen zu fördern.
1995 unterstützte er die Einrichtung des „Revans Centre for Action Learning and Research“ an der University of Salford und spendete sein privates Archiv zu dem Thema. Seine letzten Lebensjahre verbrachte er mit seiner Tochter in Shropshire, wo er im Januar 2003 starb.